# Panhard Dyna X

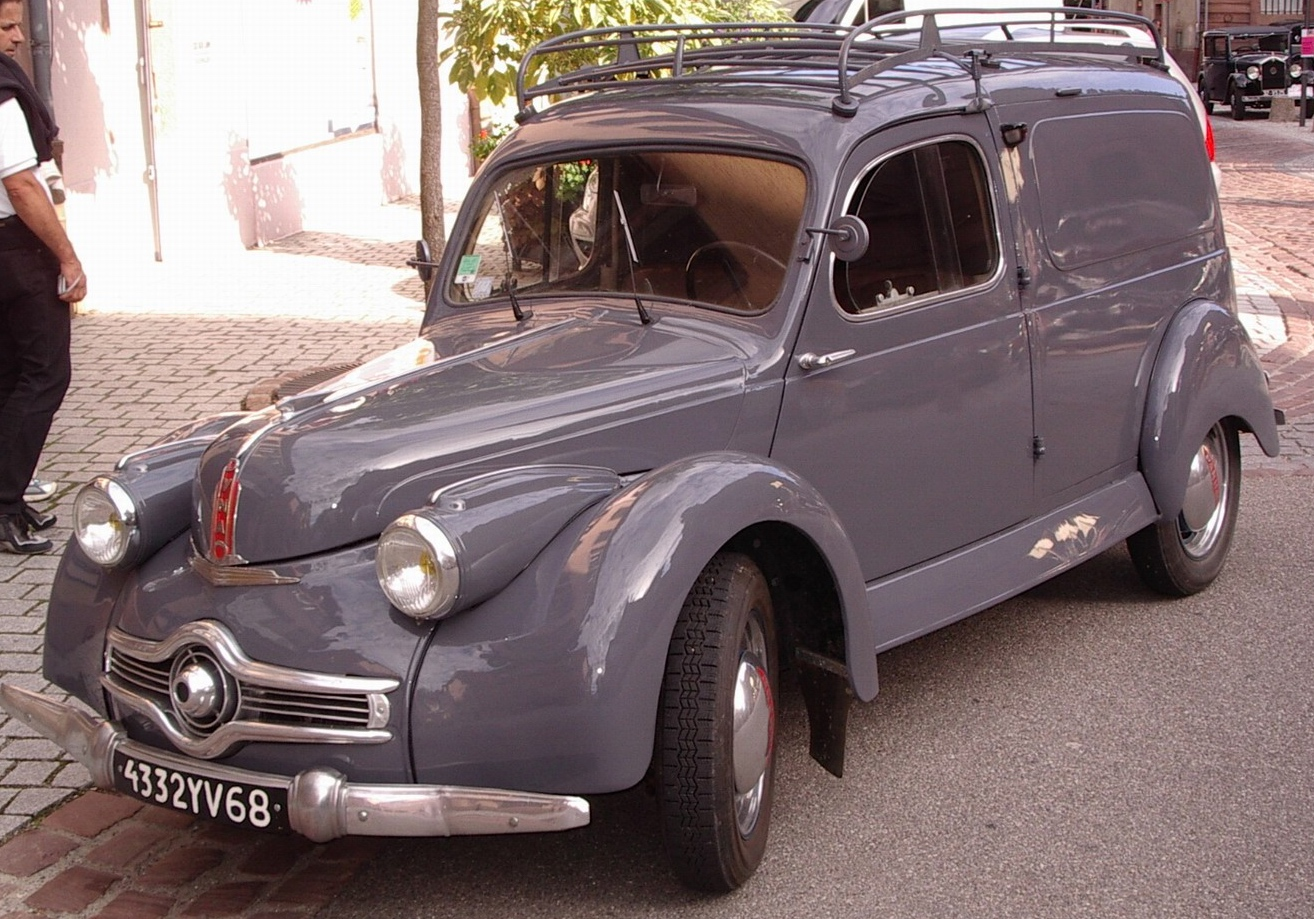
Furgoneta ligera Dyna X

El Panhard Dyna X fue una berlina ligera diseñada por el visionario ingeniero Jean Albert Grégoire, exhibida por primera vez como Dyna AFG (Aluminium Français Grégoire) en el Salón del Automóvil de París en 1946.

## Concepción y desarrollo
Consciente de la precaria situación económica en Francia tras la Segunda Guerra Mundial, y consciente del entusiasmo del gobierno por expandir la industria del aluminio por su importancia estratégica, la compañía Panhard, conocida en la década de 1930 como fabricante de costosos sedanes de seis y ocho cilindros, compró los derechos para construir el pequeño utilitario. El drástico cambio de orientación no fue bien recibido por todos en Panhard, pero marcó el comienzo de un período durante el que la compañía fue uno de las seguidores más leales del Plan Pons.
A la vista del triste destino de los fabricantes de automóviles de lujo de Francia en la década siguiente, y del enorme potencial de desarrollo que Panhard extrajo del Dyna X, sumarse al Plan Pons probablemente fue una buena decisión para Panhard, al menos hasta principios de los años 1960. El Dyna se preparó para la producción y en 1948 estaba saliendo en cantidades comerciales de la planta de Ivry de Panhard. Este modelo estableció las pautas seguidas en la construcción de los automóviles Panhard hasta que la empresa abandonó la producción de automóviles en 1967.

## Modelos construidos
| Modelo          | Chasis | Período           | Cilindrada | Caballos fiscales | Potencia            |
| --------------- | ------ | ----------------- | ---------- | ----------------- | ------------------- |
| Dyna 100        | X 84   | 12/1945 – 08/1949 | 610 cc     | 3 CV              | 22 PS (16 kW)       |
| Dyna 110        | X 85   | 01/1950 – 01/1953 | 610 cc     | 3 CV              | 28 PS (21 kW)       |
| Dyna 120        | X 86   | 01/1950 – 01/1953 | 745 cc     | 4 CV              | 33 PS (24 kW)       |
| Dyna 120 Sprint | X 86   | 02/1950 – 06/1953 | 745 cc     | 4 CV              | 36-37 PS (26-27 kW) |
| Dyna 130        | X 87   | 04/1952 – 10/1953 | 851 cc     | 5 CV              | 38 PS (28 kW)       |
| Dyna 130 Sprint | X 87   | 04/1952 – 10/1953 | 851 cc     | 5 CV              | 42 PS (31 kW)       |
| Scarlette       | X 90   | 05/1953 – 05/1954 | 851 cc     | 5 CV              | 40 PS (29 kW)       |

Los nombres Dyna 110, Dyna 120 y Dyna 130 representaban los progresivos incrementos de las velocidades máximas de los coches (en kilómetros por hora), a medida que la potencia y el tamaño del motor aumentaron durante el período de producción.
El Dyna X berline fue reemplazado en 1954 por el Panhard Dyna Z, más grande, aunque algunos de los derivados deportivos continuaron en producción por algunos años más.

## Carrocería
Durante las décadas de 1920 y 1930, Grégoire se hizo conocido por su experiencia en dos áreas particulares de la construcción de automóviles, las carrocerías ligeras y la tracción delantera. El AFG Dyna, planeado en circunstancias difíciles en la Francia ocupada, tenía un chasis tubular completamente de acero, al que se adjuntó una superestructura ligera de cuatro puertas de aluminio. El estilo de la berlina era moderno y aerodinámico. Las fotografías de la prensa contemporánea que muestran el automóvil con tres mujeres jóvenes y elegantes sentadas en la parte delantera y tres más en la parte posterior probablemente fueron diseñadas para enfatizar el espacio interior del automóvil, y el Dyna X ciertamente contaba con más anchura útil que el Renault 4CV. Sin embargo, es casi seguro que para las fotografías se buscaron chicas jóvenes excepcionalmente delgadas y/o se produjo un cierto grado de manipulación de la imagen, y habría tenido más sentido, incluso en aquella época de austeridad, ver al Dyna X como un cuatro plazas para la mayoría de los propósitos. En la parte posterior, el compartimiento de equipaje no estaba comprometido con ninguna rueda de repuesto, ya que estaba montada en el panel trasero fuera del automóvil. No tenía puerta de acceso al equipaje para ahorrar peso y coste, pero era posible acceder al maletero trasero desde la cabina de los pasajeros inclinando el respaldo del asiento trasero hacia adelante.
El motor compacto y la ausencia de radiador permitieron adoptar un diseño frontal en el que los faros se situaban como ojos de rana entre los guardabarros y el capó. La forma del coche cambió poco durante la vida útil del modelo, excepto a principios de 1948, cuando los faros fueron integrados en la carrocería mediante una moldura que unía la parte trasera de cada faro con el espacio entre el guardabarros y el capó. La rejilla delantera también cambió al menos una vez.
También se fabricaron un cabriolet de dos puertas y una versión de tes puertas, así como una versión de furgoneta ligera "Fourgonette". El chasis y el motor del Dyna se utilizaron en el automóvil deportivo Panhard Dyna Junior de 1951, convirtiéndose en la base de numerosos automóviles deportivos ligeros producidos por fabricantes especializados. El chasis del Dyna X también se usó como base de los automóviles de concepto aerodinámico Panhard Dynavia de 1948.

## El motor

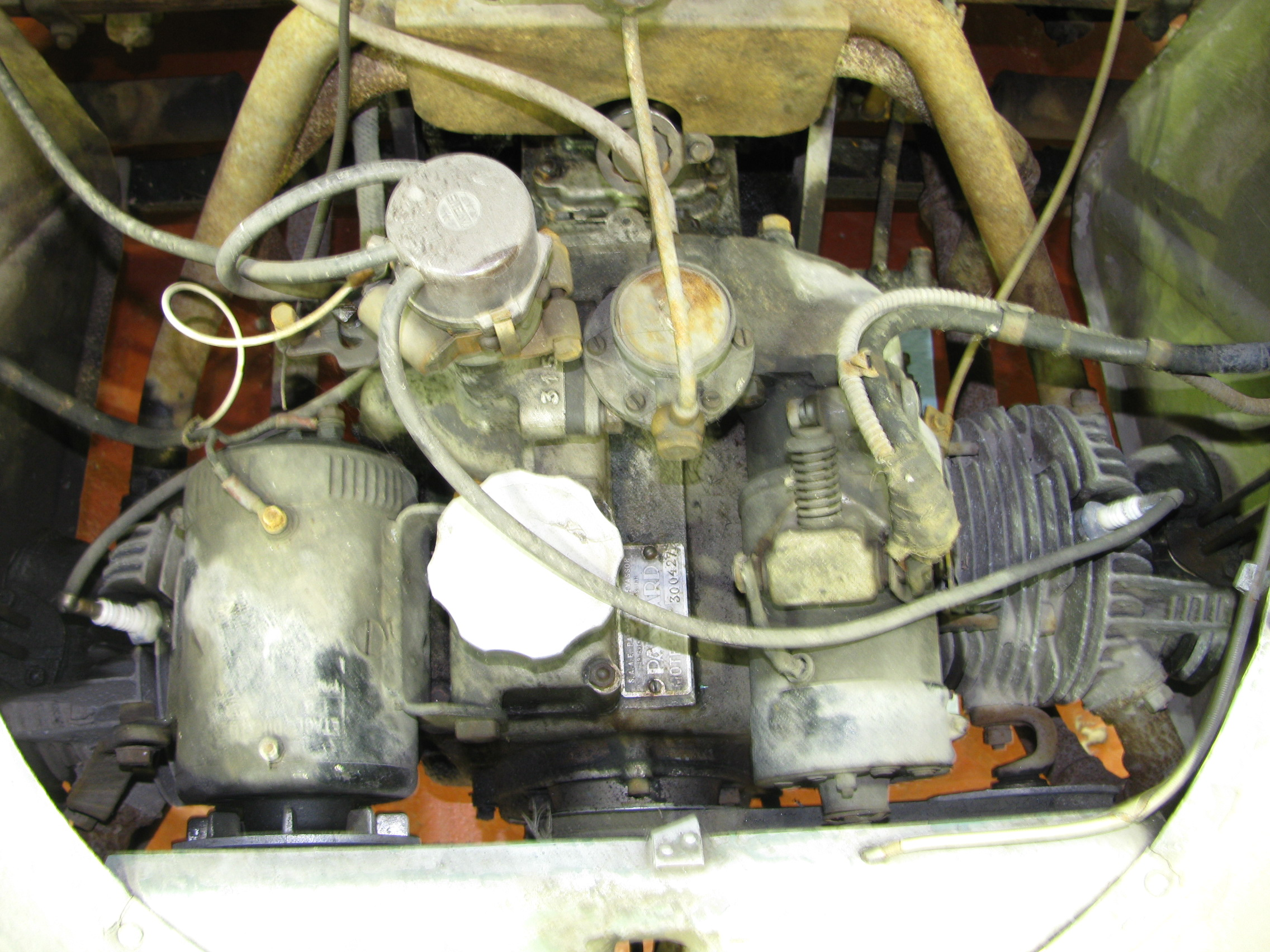
Motor del Panhard Dyna X

El motor plano del Dyna X reflejaba la idiosincrasia del diseño del coche. Cuando se lanzó el coche en 1946, la unidad bóxer delantera de dos cilindros refrigerada con aire contaba con una cilindrada de 610 cc y rendía una potencia de 24 hp (17,6 kW) a 4000 rpm, aumentada a 1949 a 28 hp a 5000 rpm. La carrocería de aluminio le otorgaba una excelente relación potencia/peso, traducida en una velocidad máxima de 110 km/h. El Dyna X causó una impresión considerable en los campeonatos de turismos de finales de los años cuarenta. El coche también fue conocido por su reducido consumo de combustible.
La cilindrada del motor se incrementó en 1950 a 745 cc, y a 851 cc en 1952, momento en el que la potencia declarada había aumentado a 40 hp (29 kW) en el Dyna 130, llamado así por su velocidad máxima de 130 km/h.

## Tren de rodadura
La caja de cambios era una unidad manual de cuatro velocidades que se controlaba mediante una palanca montada en la columna de dirección, sincronizada en las tres relaciones superiores. La potencia se transmitía a las ruedas delanteras, ya que la tracción delantera se convirtió en la especialidad de Grégoire durante muchos años.

## Comercialización
En julio de 1948, en un período durante el que gran parte de las noticias eran pesimistas, el automóvil recibió una publicidad favorable cuando un cliente entusiasta llamado Georges Desmoulin, con dos amigos, condujo su Dyna X hacia el norte de Finlandia, internándose en el círculo polar ártico y cubriendo largas distancias por carreteras del norte de Europa todavía sin pavimentar. Desmoulin expresó su entusiasmo por la comodidad y la fiabilidad del coche.
Sin embargo, comercialmente, el Dyna X tuvo un comienzo vacilante, sobre todo en comparación con el Renault 4CV, que apareció casi al mismo tiempo y que encabezaría las listas de ventas automovilísticas francesas durante gran parte de la década de 1950, y con el Citroën 2CV, que también se puso de moda. También es cierto que tanto Renault como Citroën pudieron respaldar sus ventas con una red nacional de concesionarios y servicios mucho más extensa que la establecida por Panhard. Las fuentes difieren en cuanto a la cantidad de Dynas producidos: según una fuente conservadora, en 1954 se había construido la respetable cifra de 47 049 unidades del Dyna X, que incluía 33 093 berlinas de cuatro puertas.

## Devin-Panhard
En 1954, un concesionario de automóviles francés en Hollywood recibió varios chasis y motores Panhard completos, y se los vendió al corredor Bill Devin, quien rápidamente desarrolló una carrocería descubierta de fibra de vidrio y los comercializó como Devin-Panhard. Los coches estaban disponibles totalmente construidos o en conjuntos de piezas para ser montados. Se construyeron aproximadamente doce unidades. Los motores de 750 o 850 cc también estaban disponibles con la culata de una motocicleta Manx Norton modificada. Este puede haber sido el primer uso en un coche automotriz de una correa dentada (doble, en este caso) para accionar un árbol de levas.